# Dan Frände
Dan Gustaf Frände, född 14  januari 1954 i Jakobstad, är en finländsk jurist.
Frände disputerade på avhandlingen Den straffrättsliga legalitetsprincipen (1989), blev juris doktor 1990, var docent i straffrätt vid Helsingfors universitet 1990–1995 och blev professor i process- och straffrätt 1997. Han har även utgivit bland annat läroboken Allmän straffrätt (1994), där en straffrättslig systematik som bryter med äldre finsk tradition presenteras.